# 大光寺 (喜多方市)
大光寺（だいこうじ）は福島県喜多方市にある曹洞宗の寺院。山号は福聚山（ふくしゅうざん）。
境内には千手観音を祀る観音堂や薬師堂があり、観音堂は会津三十三観音の第9番札所・遠田観音（とおたかんのん）として知られる。
新編会津風土記には「會津三十三観音順禮の一なり」という記述は無く、近世以降に第九番札所として大木の常安寺・大木観音（第一番札所）、竹屋の観音寺・竹屋観音（第八番札所）とならび、喜多方市塩川町の三霊場の一つになったと推測される。

## 歴史
大光寺は山号を福聚山（ふくしゅうざん）といい、喜多方市熱塩にある示現寺の末寺である。平安初期の頃（794年～）からの古刹で、当時の観音堂は七間四方あり、柱に金をちりばめ、屋根は桧皮葺であった。その他にも三重の塔をはじめ百七八十のお堂や三十六坊院が立ち並び、その様が壮麗を極めたため大光寺と呼ばれたという。寺領は三百貫文、年々施餓鬼の料もあり、施餓鬼田という地名になって残った程と伝えられる。いつしか寺領を失い、堂宇も頽破していたのを、越後国より安翁という僧が来てこの寺を再興し、それまでの真言の寺を曹洞に改め、示現寺の末寺とした。
その後、慶長15年（1610年）寅正月二日、高照禅師齢巖沢大和尚によって再開山された。
観音堂に安置してあった木造千手観音像は運慶の作と伝えられ、霊験も多くありその他にも古仏が多くあったが、数度の火災でこれを失い、現在はその後に作られた新像のみが安置されている。
- 耶麻郡一の高野と称し、地侍の五輪塔が多くあり、そのため五輪堂という地名が付いたと伝えられる。
- 二王堂河原という地名があり、そこには大光寺の仁王堂があったと伝えられる。

## 歴代住職
- 示現寺開山源翁玄明大和尚[1]

1. 勅賜（人偏に夭）恵高照禅師齢巖沢大和尚
2. 悟山秀頸大和尚
3. 樹峯関鉄大和尚
4. 経峯智営大和尚
5. 得外禅髄大和尚
6. 晋仙諦観大和尚
7. 松屋本梁大和尚
8. 成山功大和尚
9. 鳴山了道大和尚
10. 祖洋無禅大和尚
11. 悟参実大和尚
12. 東嶽松運大和尚
13. 再中興祖嶽亮禅大和尚
14. 洞学泰庵大和尚
15. 祖山洞秀大和尚
16. 光堂実参大和尚
17. 海運道竜大和尚
18. 越雲登竜大和尚
19. 大雲英竜大和尚

## 文化財
- 本尊（寺本尊）[1]
  - 木造釈迦如来坐像 像高40.0センチメートル
- 脇侍
  - 木造文殊菩薩騎獅像 像高32.0センチメートル
  - 木造普賢菩薩騎象像 像高32.0センチメートル
- 金銅仏
  - 釈迦生誕像 像高11.0センチメートル
- 彫刻
  - 欄間 唐獅子 二間 彫師・津田忠右衛門。
  - 欄間 巨龍 一間 彫師・津田忠右衛門。
- 絵画
  - 天女図 欄間二間 当所織右衛門の寄進。
  - 孔雀図 横額 二尺五寸×六尺 大堀半仙筆。
  - 仁王図 板戸一双 笠海(ゆうさい)筆、文化2年（1805年）と伝えられる。
- その他
  - 半鐘 直径一尺三寸、明治27年（1894年）銘 本堂正面に吊り下げてあったが、平成28年（2016年）9月時点では不明。
  - 鏧子 赤銅製、外形45.0センチメートル
- 石造文化財
  - 板碑 境内の南西隅にある稲荷大明神の祠堂前にある。
- 眷属仏堂
  - 観音堂
    - 本尊 木造千手観音菩薩坐像 像高75.0センチメートル
    - 脇侍 木造毘沙門天立像 像高75.0センチメートル
    - 脇侍 木像不動明王立像 像高53.0センチメートル

  - 薬師堂
    - 木造薬師如来坐像 像高23.0センチメートル

## 建造物
- 本堂 木造平屋、屋根トタン葺（38.5坪）
  - 文化2年（1805年）に改築された。

- 庫裡 木造平屋、屋根トタン葺（77.75坪）増築分 木造二階、屋根トタン葺（延12.5坪）
  - 本堂と同様、文化2年（1805年）に改築された。

- 眷属仏堂

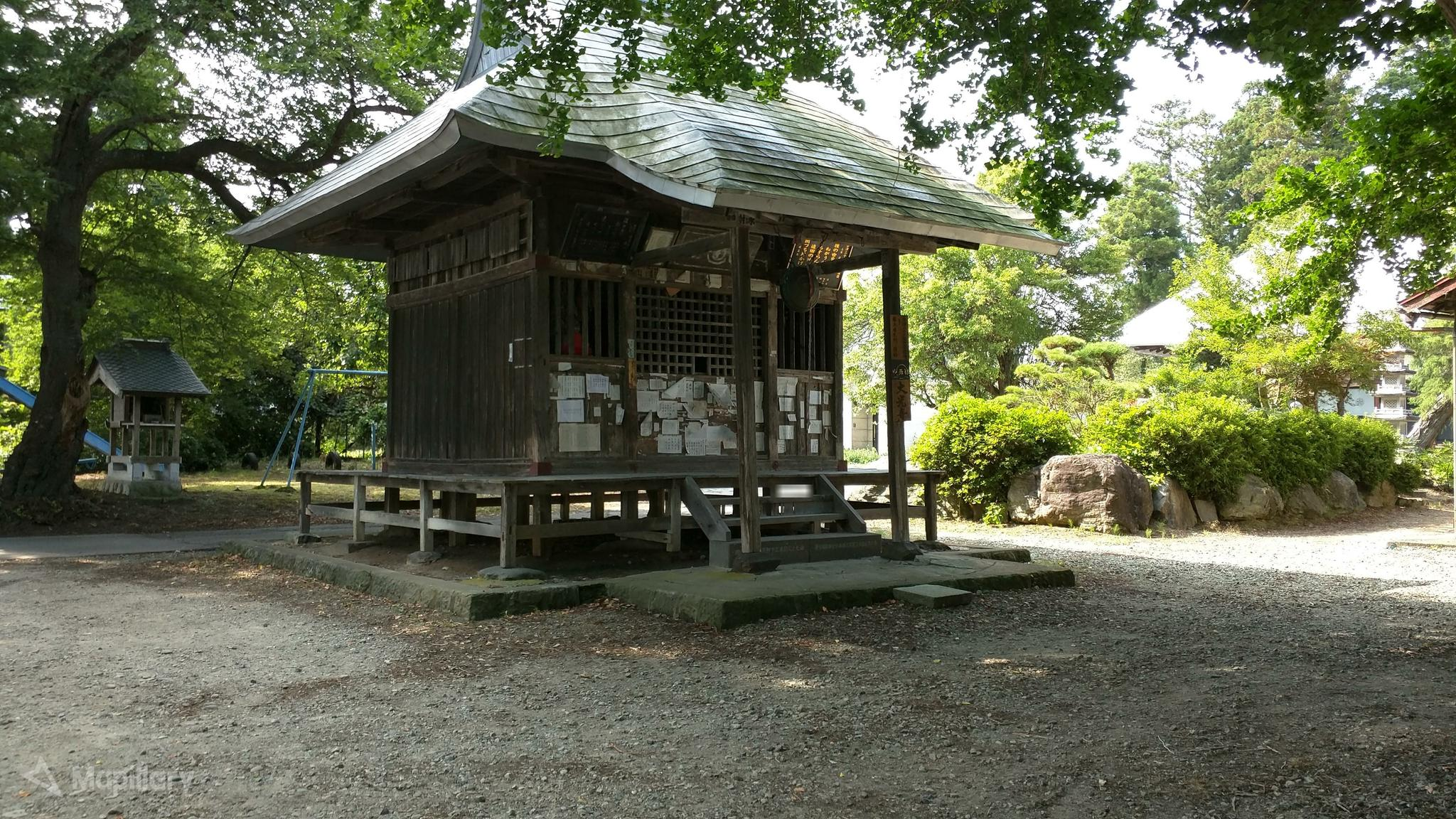
遠田観音堂

- - 観音堂 木造平屋、屋根トタン葺(4.0坪) 文政4年（1821年）7月の改築で、三尺の廻縁に一間の向拝を付している。

- 薬師堂
  - 木造平屋、屋根銅板葺（2.25坪）

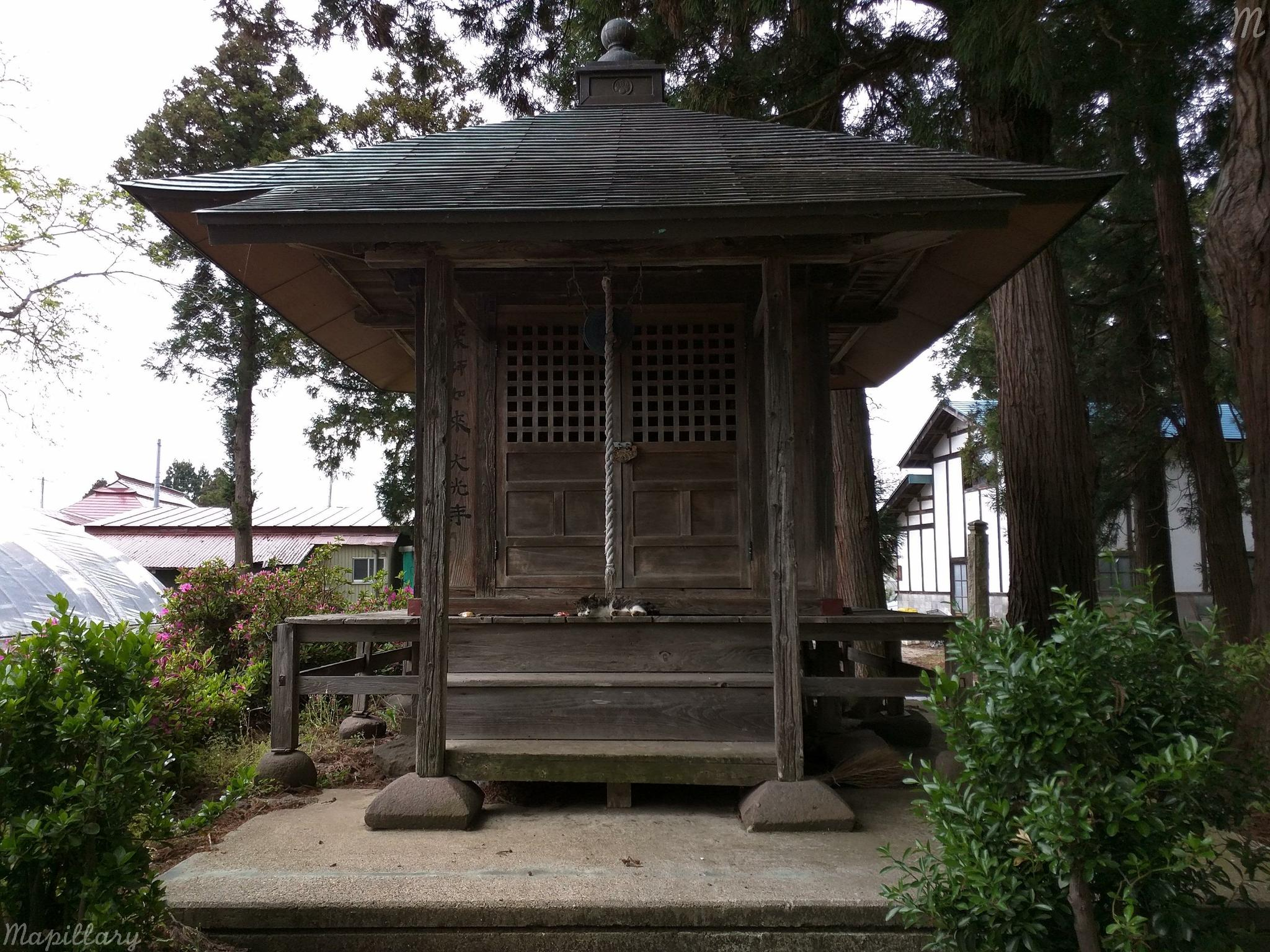
福聚山大光寺境内にある薬師堂

  - 建築年代は不詳だが、かなり古い建物で、昭和63年（1988年）秋に改築された。

- 地蔵堂
  - 木造平屋、屋根トタン葺（0.56坪）
  - 近年に建立された。

- 事務所
  - 木造平屋、屋根トタン葺（30.25坪）
  - 近年に建立された。

- 農機具舎
  - 木造平屋、屋根トタン葺（9.0坪）
  - 近年に建立された。

- 農作業所
  - 木造平屋、屋根トタン葺（7.5坪）
  - 近年に建立された。

- 物置
  - 木造平屋、屋根トタン葺（6.0坪）
  - 近年に建立された。

## 祭礼
- 旧7月9日[5]

## 御詠歌
- 後の世を 願う心を 照らすらん 遠田の沖に 出づる月影（のちのよを ねがうこころを てらすらん とおたのおきに いづるつきかげ）[5]

## 御朱印
- 福聚山大光寺

## アクセス
公共交通機関
- 会津バス若松　⇒　塩川　⇒　喜多方（2016/4/1ダイヤ改正）「塩川加賀屋前」下車 徒歩25分[8]
- JR磐越西線 塩川駅下車、タクシー 10分、徒歩30分

車での参拝
車で参拝する場合は、福聚山大光寺、境内入口より参道を車で進入し、駐車スペース（表面土、4台程度停車可能）が利用可能。
- 磐越自動車道会津若松ICから国道121号線を喜多方方面へ[9]（10分）[10]。

## 周辺
付近の会津三十三観音札所
- 勝観音 - 会津三十三観音第六番札所 [11]

- 熊倉観音 - 会津三十三観音第七番札所[12]

- 竹屋観音 - 会津三十三観音第八番札所 [13]
- 勝常観音 - 会津三十三観音第十番札所
- 束原観音 - 会津三十三観音第十二番札所

観光スポット
- 御殿場公園 - 旧会津藩主の行楽地。現在は都市公園として、桜と花菖蒲の名所となっている。[14]